# Base aérienne 107 Villacoublay
La base aérienne 107 Villacoublay « Sous-lieutenant René Dorme » est une base aérienne de l'Armée de l'air et de l'espace française située au sud-ouest de Paris au sud de Vélizy-Villacoublay dans les Yvelines. Elle s'étend sur deux départements et dans trois communes : Vélizy-Villacoublay et Jouy-en-Josas dans les Yvelines, et Bièvres dans l’Essonne. Le site est occupé par les militaires depuis 1911. La base aérienne 107 fut créée administrativement en 1936.

## Histoire

### Les débuts de l'aéronautique
Idéalement situé à quelques kilomètres de Paris, le plateau de Villacoublay, à près de 200 mètres d'altitude, cerné de vallées et de forêts (vallées de la Bièvre et de Marivel, forêts de Meudon et de Versailles) a constitué un terrain de prédilection pour les essais en vol, d'abord de ballons puis d'aéroplanes.

#### Aérostation (plus légers que l'air)
Les premières photographies aériennes au monde, réalisées par l'artiste et aéronaute Nadar en 1858 depuis un ballon, ont été prises au-dessus du Petit-Clamart, au nord de l'A86 qui le sépare de la base aérienne. Une plaque commémorative le rappelle au rond-point du Petit Clamart.  
Le 9 août 1884, deux pionniers de l'aérostation militaire, les capitaines Charles Renard et Arthur Constantin Krebs, procèdent à l'essai du ballon dirigeable militaire qu'ils ont construit. Ils l'ont baptisé La France. Ils partent du premier hangar à dirigeables du monde, désigné hangar Y sur les cartes, édifié près des étangs de Chalais-Meudon spécialement pour la construction du dirigeable. Celui-ci, propulsé par un moteur électrique actionnant une hélice tractive, survole la propriété de Monsieur Dautier, le maire de Vélizy, puis fait demi-tour et revient à son hangar, accomplissant le premier vol en circuit fermé du monde (8 kilomètres en 23 minutes). Pour commémorer cet exploit, la base aérienne n°272 de Saint-Cyr-l'École, ultérieurement transformée en « détachement air » (DA) rattaché à la base aérienne 107, sera baptisée « colonel Charles Renard ».

#### Aviation (plus lourd que l'air)
A quelques kilomètres du plateau de Villacoublay, le camp militaire de Satory voit peut-être le premier vol au monde d'un aéronef. En 1897, l'ingénieur français Clément Ader y a fait décoller son « avion » (c'est lui qui a inventé le mot). Cet exploit ne fait l'objet d'aucune publicité : ce visionnaire a prévu d'emblée les possibilités militaires de son invention, et les essais sont secrets.
En octobre 1908, deux jeunes ingénieurs, Alfred de Pischof et Paul Koechlin, font voler un aéronef de leur conception sur les terres de Paul Dautier. Ils réussissent des vols de 300 à 500 mètres.
En février 1910, un riche sportsman, le comte Charles de Lambert (premier aviateur à survoler la tour Eiffel, le 18 octobre 1909), découvre le site de Villacoublay par hasard. En 1909, avait été créé près de Juvisy le premier « aérodrome » au monde, Port-Aviation. Pour la première fois, une aire était consacrée exclusivement au plus lourd que l'air. Début 1910, la Crue de la Seine de 1910 a noyé le terrain. Le comte de Lambert, qui possédait deux biplans Wright, a donc évacué ses appareils vers le terrain de Saint-Cyr-l'École par char à bœufs. Il a été contraint de s'arrêter pour passer la nuit chez  Paul Dautier à la ferme de Villacoublay. Celui-ci, tourné vers l'avenir et féru de technique, lui aurait alors proposé un champ (situé approximativement à l'emplacement des actuels hangars Breguet) pour s'installer. C'est ainsi que l'école de pilotage Wright-Astra a vu le jour en mai 1910.
À partir de 1910, tout s’accélère avec la création de quatre écoles de pilotages sur le site. Elles sont notamment destinées à l'instruction aérienne des officiers. Louis Charles Breguet, le célèbre constructeur, installe son école à Villacoublay en juillet 1911. Les usines Breguet s'installent progressivement sur le site à compter de 1913. Il est rapidement suivi par les frères Morane, fondateurs de la société Morane-Saulnier, qui achètent le terrain autour de la ferme de Villacoublay en février 1912, puis par l’école Nieuport (novembre 1912).
Fin 1910, l’armée fait son apparition. Les domaines décident d’acquérir ces terrains pour devenir le terrain des essais officiels en vol. L’armée s’y implante progressivement.
Début 1911, comme sur la base aérienne 122 Chartres-Champhol, l'armée procède aux premiers essais de radio (TSF) entre un aéronef et une station au sol, en l’occurrence, la tour Eiffel. 
Lors de la création de l’aéronautique militaire début 1912, Villacoublay est choisie pour une première présentation en mars 1912 (24 appareils), puis une seconde en septembre 1912 (72 appareils) devant les plus hautes autorités de l’Etat.
Le 8 juin 1914, l'escadrille DO 22, dite des « avions blindés », Dorand DO.1 y est présentée au général Joseph Joffre avant de partir à Reims.
1912 : les essais en vol débutent et prennent le nom de « Service technique de l'aéronautique » puis « Groupe des avions nouveaux » et « Section des essais en vol des services techniques ».
1913 : l’aérodrome de Villacoublay est le théâtre de la victoire du jeune Marcel Brindejonc des Moulinais à la prestigieuse Coupe Pommery (compétition d’aviation) et de son retour triomphal après son circuit des capitales d’Europe à bord de son Morane-Saulnier type H. Marcel Brindejonc des Moulinais revient à Villacoublay en juin 1914, quand il est mobilisé avec le grade de caporal et affecté à l'escadrille DO 22 pour sa présentation au général Joseph Joffre.

### Première Guerre mondiale
La Première Guerre mondiale conforte la vocation militaire du site, avec notamment la création des escadrilles de combat chargées de la défense du camp retranché de Paris contre les raids nocturnes des Zeppelins et bombardiers allemands. Le sous-lieutenant René Dorme, breveté pilote le 21 avril 1915, est affecté à l’une d’elles, la C94 qui vole sur biplan Caudron. Sa famille habite Chaville à côté de la base[réf. nécessaire]. Après être devenu un as aux vingt-trois victoires, il tombe au champ d'honneur le 25 mai 1917 et devient après la Seconde Guerre mondiale le « parrain » de la base aérienne. 
Parallèlement, la base continue de 1914 à 1918 sa mission de centre d’essais en vol, assurant les essais de performance, de maniabilité et d’équipement ainsi que les premiers essais de transmission radio. De nombreuses expérimentations ont également lieu sur le plateau. De brillants ingénieurs et visionnaires mettent au point des procédures d’essai qui font basculer l’aviation du stade artisanal au stade industriel.
C'est à Villacoublay que le Breguet XIV, bombardier de jour biplace conçu par Louis Charles Breguet, fait son premier vol le 21 novembre 1916. Cet avion très solide aura une extraordinaire carrière durant la guerre (fabriqué à des milliers d'exemplaires, il contribuera à la victoire alliée) et dans l'entre-deux-guerres : reconverti en avion de transport civil, il participera à l'épopée de l'Aéropostale avec des pilotes mythiques comme Mermoz, Saint Exupéry et Guillaumet.
Ces progrès techniques ne se font pas sans échecs ni sans drames. Ainsi, c'est à Villacoublay qu'est expérimenté le seul et unique avion conçu par Gustave Eiffel, dont la construction a été assurée par Louis Charles Breguet : le monoplan Breguet Laboratoire Eiffel (LE). À son premier vol planifié, le 27 mars 1918, l'avion s'écrase et tue son pilote d'essais. Le projet est aussitôt abandonné.

### Entre-deux-guerres
La fin du conflit impose un coup d’arrêt brutal à cette expansion. Dans l’année qui suit l’armistice, le terrain, s’il continue sa vocation d’école qui était la sienne avant-guerre, sert surtout de base de dépôt pour tous les avions que l'Allemagne vaincue doit livrer aux Alliés. En 1919 l'activité est quasiment arrêtée et les avions pourrissent en plein air. Villacoublay n'est pas le seul terrain qui abrite des avions allemands stockés, il y a le Bourget et bien sûr d'autres sites. En avril 1919, un gigantesque incendie en détruit une partie sans qu'on puisse prouver son origine criminelle.
À nouveau actif fin 1919, le Centre d'essais du matériel aérien (CEMA) jouera un rôle central durant les vingt années suivantes. Les techniques d'essais qui y sont mises au point placent la France au premier plan du monde aéronautique. En 1924, la partie ouest du terrain est confiée à l'armée, la partie est au ministère des transports avec le CEMA et différents hangars constructeurs. 
Villacoublay devient le terrain de prédilection des raids, records et meetings aériens. Tous les grands noms de l’aviation des années 1920-1930 s’y illustrent, tels que Marcel Doret et son Dewoitine, Michel Détroyat et son Morane, Maryse Hilsz et Maryse Bastié, Dieudonné Costes et Maurice Bellonte, les vainqueurs de l’océan Atlantique nord en 1930 dans le sens est-ouest, ainsi que la jeune Hélène Boucher. La liste est longue et témoigne de l’enthousiasme des foules pour l'aviation.
Vers 1920 est construit au nord de la base, le long de la route de Versailles à Paris (de nos jours, autoroute A86) un hangar à gros avions de type  Eiffel avec une poutre centrale métallique préfabriquée et autoporteuse suprimant les piliers. Il est encore debout de nos jours. Il est désigné « bâtiment B11N » ou « hangar Georges Guynemer ».
En 1921, la division d’entraînement de l’aviation militaire (ancêtre du GAEL) s’installe sur le site. 
En 1928, Alfred Fronval, le chef-pilote de l'école Morane-Saulnier, se tue dans un accident d’avion à Villacoublay à la suite d’une collision.
1931 : l'intégration d'un dispositif de recueil des eaux, utilisé pour l'alimentation des pièces d'eaux du château de Versailles (retenue intermédiaire du lieu-dit le loup pendu) permet l'extension du terrain vers le sud.
1934 : implantation de la première escadre aérienne provenant du 34e Régiment mixte d’aviation.
Après la création de l’Armée de l’air en 1934, la partie militaire du site devient administrativement la base aérienne 107 par Instruction ministérielle du 7 août 1936. Elle regroupe tous les services répartis entre les formations de Versailles et de Villacoublay : 
- l’École de l'air jusqu'à son transfert à Salon-de-Provence en 1937,
- la première Escale aérienne,
- le Centre aérien régional,
- la Direction du réseau radio centre de l’Armée de l’air.

En 1935-1936, Louis Charles Breguet, qui s'intéresse à l'hélicoptère depuis longtemps (son premier prototype, le Gyroplane Breguet-Richet, remonte à 1907), réussit à faire voler, à Villacoublay, son Gyroplane Laboratoire à rotors contrarotatifs. Piloté par Maurice Claisse lors de 200 essais au sol et une cinquantaine de vols, l'appareil bat les records mondiaux de vitesse (121 km/h le 21 décembre 1935), d’altitude (158 mètres le 22 septembre 1936) et de durée de vol (une heure le 24 novembre 1936) pour un hélicoptère. Il reste une machine expérimentale, non produite en série. Il sera détruit lors du bombardement américain de 1943 (voir ci-dessous section « Défaite et Occupation »,.
Le 9 août 1937 est créée une escadrille ministérielle, ancêtre du futur Groupe de liaisons aériennes ministérielles (GLAM). 
Le 18 juillet 1937 a lieu la « Fête de l'air », un grand meeting aérien qui préfigure le Salon du Bourget d'après-guerre. Une autre fête aura lieu en 1938.

### Seconde Guerre mondiale

#### Défaite et Occupation
Après le début de la campagne de France, les groupes de chasse 1/4 et 2/8 se replient à Villacoublay le 20 mai 1940 pour former le groupement n°21 qui fera mouvement vers Evreux le 1er juin 1940.
Le 3 juin 1940 la base aérienne est lourdement bombardée par la Luftwaffe durant l'Opération Paula. 200 bombes sont larguées par vagues successives en 35 minutes. On dénombre 9 morts, 26 blessés et 17 avions endommagés ou détruits. De plus, quelques maisons du village, qui pâtit alors pour la première fois de sa proximité avec la base aérienne, sont touchées. 
Le 13 juin 1940 les Allemands s’emparent de la base, évacuée par les Français depuis le 10 ou 11 juin. Ils l'occupent durant quatre années. Ils trouvent des installations et des avions intacts. La base abrite :
- deux Frontreparatur. L'un est consacré aux bombardiers Junkers Ju 88 installé dans les usines Breguet, installées le long de l'actuelle A86. Sur les sept hangars construits dans la deuxième moitié de la Première Guerre mondiale, quatre subsistent de nos jours. Environ 180 appareils y seront réparés en trois années. L'autre, situé de l'autre côté de la base (côté sud-est) est consacré aux chasseurs Focke-Wulf Fw 190. Environ 800 appareils y seront réparés en trois années.
- une école de chasse en zone nord (sur le terrain Morane), la Jagdfliegerführer 5 Paris.
- et à partir de 1943, date des bombardements alliés, de manière épisodique au départ, puis plus continue ensuite, des unités de chasse comme la Jagdgeschwader (JG) III/26.
- le site aurait également abrité un centre de coordination des activités aériennes pour le quart nord-ouest de la France, un centre radio important et un hôpital militaire.

Une piste bétonnée, désignée « 13/31 » en raison de son orientation (entre 130 degrés et 310 degrés, soit nord-ouest / sud-est) est construite pour effectuer les essais moteur des Focke-Wulf Fw 190. Un dispositif mécanique très sensible permettait au pilote de n'agir que sur une seule manette pour le couplage des gaz et du pas de l'hélice. Seuls les techniciens BMW savaient effectuer ces réglages qui requéraient un terrain exempt de poussière, d'où la piste en dur. Celle-ci, conformément aux usages allemands, était orientée face aux vents les plus forts rencontrés.
En 1943-1944, la base devient une cible d’importance pour les Alliés. Les Américains se donnent pour objectif de détruire la piste et les hangars de la base. Le 24 août 1943 une centaine de bombardiers lourds Boeing B-17 Flying Fortress américains larguent 1 100 bombes et neutralisent la piste, touchant aussi le village voisin, faisant 34 morts, 106 blessés dont 46 graves et plus de 200 maisons endommagées ou détruites. D'autres bombardements ont lieu le 5 février 1944 et le 20 mai 1944.
Des souvenirs de cette période (restes de bombes, batterie de Flak et casques allemands) sont conservés au petit musée de la base.

#### Libération
Le 22 août 1944, les Allemands évacuent la base. Le lendemain 23 août 1944 au soir, la 2e Division blindée du général Leclerc, venant de Jouy-en-Josas, s’arrête avec ses chars sur le terrain de Villacoublay. Elle y passe la nuit et repart le 24 août 1944 à l’aube pour libérer Paris. Le même jour, la colonne Langlade-Massu de la 2e DB met en déroute les Allemands embusqués dans la côte de Jouy, sur le plateau des Metz et devant Vélizy et le Clos. Ces derniers sont obligés de se replier vers Viroflay, Versailles ou Chaville. Vélizy est libérée par les forces alliées.

### Depuis 1945
Après la Libération, en août 1944, le terrain devient américain. Il abrite une escadre de chasseurs-bombardiers Republic P-47 Thunderbolt et sert à un important pont aérien entre la France et le Royaume-Uni. Une unité française y est stationnée : le Groupe de liaisons aériennes ministérielles (GLAM), créé à Boufarik (Algérie) en 1943. Le terrain est officiellement rétrocédé à la France en janvier 1947. Entre-temps, les Américains ont construit l'actuelle piste bétonnée, désignée « 09/27 » en raison de son orientation (entre 90 degrés soit plein Est et 270 degrés soit plein Ouest), parallèle à la route nationale 186 (ultérieurement à cet endroit celle-ci, modernisée, devient à une section de l'A86). 
Après la Seconde Guerre mondiale, la base ne retrouve pas sa vocation de centre d’essais en vol. Cette activité, qui s'était interrompue en 1940, est transférée au Centre d'essais en vol de Brétigny-sur-Orge dans l’Essonne, plus à l’est, qui ouvrit officiellement le 1er août 1945. Le terrain Morane ferme officiellement en 1966.
L'activité se recentre sur les missions de liaison et surtout sur le transport de personnalités. Après le GLAM, le Groupement des moyens militaires de transport aérien (GMMTA) créé par le gouvernement le 20 mai 1945 s’installe aussi sur la base. En 1946, le GLAM et le GAEL fusionnent pour former la 60e escadre de transport. 
En 1953, la base s’étend par expropriation sur 87,4 hectares supplémentaires.
Entre 1962 et 1964, une escadrille de T28 Fennec est basée à Villacoublay (retours d'Algérie) ainsi que des hélicoptères Sikorsky H-34 ; le GLAM y accueille les SO.30P Bretagne.
L'escadron d'hélicoptères 3/67 Parisis est créé en 1964 sur Villacoublay. Il fait suite à un détachement de la 23e escadre d’hélicoptères créé sur la BA 107 en 1962, au retour de la guerre d’Algérie.
De 1963 à 1993, la zone aéronautique Louis-Bréguet accueille la Direction des centres d'expérimentations nucléaires. La base quitte progressivement à compter de 1967 les installations vétustes de la pointe ouest pour la partie est actuelle. 
Le 19 mars 1984, le sous-lieutenant René Dorme devient officiellement le parrain de la base.
Le 1er janvier 2011, les unités concourant à l'administration générale et au soutien courant (AGSC : administration, ressources humaines, finances, alimentation, hébergement, transports terrestres, énergie, etc.) sont administrativement transférées de la base aérienne 107 vers le Groupement de Soutien de Base de Défense Villacoublay (GSBdD VLY), nouvelle unité de la Base de Défense (BdD) d'Île-de-France, subordonnée au Chef d'Etat-major des armées (CEMA). Le GSBdD dispose d'un fanion de tradition, distinct du drapeau de la base aérienne 107. Le premier chef du GSBdD fut le colonel Bertrand Sansu, également commandant de la BA 107.

## Unités de l'Armée de l'air et de l'espace
La base abrite trois escadrons navigants :
- l'escadron de transport 60 (ET 60) qui a notamment pour mission d'assurer le transport du Président de la République et des autorités gouvernementales sur 1 Airbus A330-200, 2 Falcon 7X, 2 Falcon 900, 2 Falcon 2000, et 3 Super Puma ;

par manque de place de stationnement et surtout parce que la piste est trop courte pour que l'avion présidentiel A330 puisse décoller à pleine charge, celui-ci est basé à la Base aérienne 105 Évreux-Fauville.
- l'escadron d'hélicoptères 3/67 Parisis sur AS 555 Fennec.
- l'escadron de transport 41 Verdun destiné au transport de hautes autorités militaires en TBM 700.

Elle abrite également d'autres unités opérationnelles : l'Escadrille Aéro Sanitaire (EAS) 6/560 « Étampes » chargée des évacuations sanitaires et l'Escadron de Soutien Technique Aéronautique (ESTA).
La base aérienne 107 accueille également des unités non navigantes.

## Unités d'autres armées et unités interarmées
Sont également implantées sur la base de Villacoublay :
- Interarmées :
  - le commandement de la gendarmerie de l'air et de l'espace (CGAE) ;
  - le commandement des opérations spéciales (COS) ;
  - l'Échelon central NEDEX (neutralisation, enlèvement et destruction des explosifs) ;
  - le groupe interarmées d'hélicoptères (GIH), unité mixte d'hélicoptères de l'armée de terre et de l'armée de l'air et de l'espace, dépendant du 4e régiment d'hélicoptères des forces spéciales (4e RHFS) et mise à disposition du groupe d'intervention de la gendarmerie nationale (GIGN) et du RAID de la police nationale ;
  - des unités de transmissions dépendant de la direction interarmées des réseaux d'infrastructure et des systèmes d'information (DIRISI) ;
  - le centre interarmées du soutien juridique (CIJ).
  - la Direction de la sécurité aéronautique d'État (DSAÉ)
  - le Bureau enquêtes accidents pour la sécurité de l'aéronautique d'État (BEA-É)
- Autres armées :
  - le commandement de l'aviation légère de l'armée de terre (COMALAT), transfert à Metz au cours de l'été 2025 ;
  - le commandement des forces aériennes de la Gendarmerie nationale (CFAGN) ;
  - le centre du soutien des opérations et des acheminements (CSOA).

## Traditions
La base aérienne 107 a pour parrain le sous-lieutenant René Dorme, as de la Première Guerre mondiale. Lundi 22 mai 2017, elle a célébré le centenaire de la disparition de son parrain, le 25 mai 1917, par une cérémonie présidée par le général d'armée aérienne André Lanata, chef d’état-major de l'Armée de l'Air.
Elle a la garde de deux drapeaux d'unités aériennes dissoutes, qui servent pour les cérémonies militaires : la 60e escadre de transport et la 63e escadre de transport.
L'escadron d'hélicoptères 3/67 « Parisis » et la base aérienne 107 ont pour ville marraine depuis 1990 Issy-les-Moulineaux, ville voisine des Hauts-de-Seine (92). Ce parrainage est dû au fait que le maire d'Issy-les-Moulineaux, l'ancien ministre André Santini, est le neveu du pionnier des hélicoptères de l'armée de l'air, le colonel Alexis Santini (1914-1997), qui fut affecté à Villacoublay à la fin de sa carrière.

## Commandants
- septembre 1960 - septembre 1963 Colonel Jacques Collombet
- août 1973 Colonel Mainguy (pilote de chasse)
- de juin 1972 à aout 1974 - Colonel Edmond Roche-Bruyn
- 31 août 2008 - Colonel Benoît Coq
- 31 août 2008 au 1er septembre 2010 - Colonel Thierry Combel
- 2 septembre 2010 au 17 juillet 2013 - Colonel Bertrand Sansu
- 18 juillet 2013 à août 2014 - Colonel Bernard Huarte
- septembre 2014 à août 2016 - Colonel Bruno Foussard
- du 26 août 2016 au 5 septembre 2018 - Colonel Sébastien Rabeau[10]
- du 5 septembre 2018  à l'été 2020 - Colonel Fabrice Albrecht
- de l'été 2020 à la rentrée 2022 - Colonel Xavier Jabot
- de la rentrée 2022 à la rentrée 2024 - Colonel Géraldine Borrel
- depuis la rentrée 2024 - Colonel Pierre Cornetto